# Kron Gracie
Kron Gracie (Río de Janeiro, 11 de julio de 1988) es un artista marcial mixto brasileño, practicante del jiu-jitsu brasileño y judo, ficha de la Rizin Fighting Federation. Es integrante de la familia Gracie, es el hijo menor de la leyenda Rickson Gracie y nieto del creador del estilo Hélio Gracie. Kron también es dueño y director de la Academia de Jiu-jitsu Kron Gracie, ubicada en California, a través de la cual se enseña este estilo de arte marcial.

## Campeonatos y logros
- 2004 Obtuvo el primer lugar en el Campeonato Nacional Americano de Jiu-jitsu categoría ligeros-cinturón azul.[4]
- 2005 Obtuvo el primer lugar en el Campeonato Panaméricano de Jiu-jitsu categoría ligeros-cinturón púrpura.[5]
- 2006 Campeón del 3rd South Bay Open Jiu-Jitsu Championship.
- 2006 Obtuvo el primer lugar en la NAGA Chicago Championship, división ligeros-cinturón púrpura.[6]
- 2006 Obtuvo el primer lugar del Torneo anual Gracies United.
- 2006 Obtuvo el primer lugar en el Campeonato Mundial de Jiu-jitsu división medianos-cinturón púrpura.[7]
- 2007 Copa del Pacífico de Jiu Jitsu - 1st Place
- 2007 Obtuvo el primer lugar en el Campeonato Panaméricano de Jiu-jitsu división ligeros-cinturón marrón.[8]
- 2007 Obtuvo el primer lugar en el Campeonato Mundial de Jiu-jitsu división ligeros-cinturón marrón.[9]
- 2008 Obtuvo el primer lugar en el Campeonato Panaméricano de Jiu-jitsu división medianos-cinturón marrón.[10]
- 2008 Obtuvo el primer lugar de la Copa Rickson Gracie división medianos-cinturón marrón.
- En 2009 ganó el campeonato Europeo de Jiu-jitsu brasileño, en la división pesados-cinturón negro.[11]
- 2011 Obtuvo el segundo lugar en el campeonato Mundial de Jiu-jitsu, división ligeros-cinturón negro.[12]
- En 2011 también participó en el ADCC Submission Wrestling World Championship, obteniendo un tercer lugar, perdiendo en semifinales contra su compatriota Marcello Garcia, y ganando el bronce en su enfrentamiento contra Claudio Calasans.[13]
- En 2012 resultó vencedor en la World Jiu Jitsu Expo tras imponerse a Víctor Estima.[14]
- En 2013 resultó campeón del ADCC Submission Wrestling World Championship, uno de los torneos más prestigiosos de combate a nivel mundial, Kron obtuvo el oro en la categoría de 77kg tras ganar sus cuatro combates, imponiéndose en la final al también brasileño Otavio[15]

## Récord en artes marciales mixtas
| Resultado | Récord | Oponente         | Método                      | Evento                                   | Fecha                    | Ronda | Tiempo | Localización      | Notas                  |  |
| --------- | ------ | ---------------- | --------------------------- | ---------------------------------------- | ------------------------ | ----- | ------ | ----------------- | ---------------------- |  |
| Derrota   | 5–3    | Bryce Mitchell   | KO (codazos)                | UFC 310                                  | 7 de diciembre de 2024   | 3     | 0:39   | Las Vegas, Nevada |                        |  |
| Derrota   | 5–2    | Charles Jourdain | Decisión (unánime)          | UFC 288                                  | 6 de mayo de 2023        | 3     | 5:00   | Nueva Jersey      |                        |  |
| Derrota   | 5–1    | Cub Swanson      | Decisión (unánime)          | UFC Fight Night: Joanna vs. Waterson     | 12 de octubre de 2019    | 3     | 5:00   | Tampa, Florida    | Pelea de la noche.     |  |
| Victoria  | 5–0    | Alex Caceres     | Sumisión (rear-naked choke) | UFC on ESPN: Ngannou vs. Velasquez       | 17 de febrero de 2019    | 1     | 2:06   | Phoenix, Arizona  | Actuación de la noche. |  |
| Victoria  | 4–0    | Tatsuya Kawajiri | Sumisión (rear naked choke) | Rizin World Grand-Prix 2016: Final Round | 31 de diciembre de 2016  | 2     | 2:05   | Saitama           |                        |  |
| Victoria  | 3–0    | Hideo Tokoro     | Sumisión (rear naked choke) | Rizin World Grand-Prix 2016: First Round | 25 de septiembre de 2016 | 1     | 9:49   | Saitama           |                        |  |
| Victoria  | 2–0    | Erson Yamamoto   | Sumisión (triangle choke)   | Rizin Fighting Federation 2              | 31 de diciembre de 2015  | 1     | 4:58   | Saitama           |                        |  |
| Victoria  | 1–0    | Hyung Soo Kim    | Sumisión (armbar)           | RFC - Real Fight Championship 1          | 23 de diciembre de 2014  | 1     | 1:05   | Tokio             |                        |  |

## Récord en ADCC
| Resultado | Récord | Oponente         | Método                | Evento                          | Fecha                    | Localización                                         |
| --------- | ------ | ---------------- | --------------------- | ------------------------------- | ------------------------ | ---------------------------------------------------- |
| Victoria  | 7-1    | Otavio Souza     | Sumisión              | Campeonato Mundial 2013 de ADCC | 20 de octubre de 2013    | Pekín Di Tan Sports Centre, Pekín, China             |
| Victoria  | 6-1    | J.T Torres       | Sumisión              | Campeonato Mundial 2013 de ADCC | 19 de octubre de 2013    | Pekín Di Tan Sports Centre, Pekín, China             |
| Victoria  | 5-1    | Gary Tonon       | Sumisión              | Campeonato Mundial 2013 de ADCC | 19 de octubre de 2013    | Pekín Di Tan Sports Centre, Pekín, China             |
| Victoria  | 4-1    | Andy Wang        | Sumisión              | Campeonato Mundial 2013 de ADCC | 19 de octubre de 2013    | Pekín Di Tan Sports Centre, Pekín, China             |
| Victoria  | 3-1    | Claudio Calasans | Sumisión (Guillotina) | Campeonato Mundial 2011 de ADCC | 25 de septiembre de 2011 | Capital FM Arena Nottingham, Nottingham, Reino Unido |
| Derrota   | 2-1    | Marcello Garcia  | Puntos                | Campeonato Mundial 2011 de ADCC | 24 de septiembre de 2011 | Capital FM Arena Nottingham, Nottingham, Reino Unido |
| Victoria  | 2-0    | Murilo Santana   | Sumisión (Armbar)     | Campeonato Mundial 2011 de ADCC | 24 de septiembre de 2011 | Capital FM Arena Nottingham, Nottingham, Reino Unido |
| Victoria  | 1-0    | Jason Manley     | Sumisión (Guillotina) | Campeonato Mundial 2011 de ADCC | 24 de septiembre de 2011 | Capital FM Arena Nottingham, Nottingham, Reino Unido |